# Quercus sebifera
Quercus sebifera es una espècie de roure que pertany a la família de les fagàcies i està dins de la secció dels roures blancs, que són els roures blancs d'Europa, Àsia i Amèrica del Nord. Creix a l'est i al sud de Mèxic, als estats de Chiapas, Oaxaca, Puebla, Hidalgo, Querétaro, Tamaulipas i Nuevo León, entre els 1600 m fins als 2500m.
Quercus sebifera sol ser un arbust tupit caducifoli i rizomatós de menys d'1 m d'alçada, o un arbust de fins a 2 m. L'escorça és de color gris, les branquetes són vermelloses, florides, entre 1 a 3,5 mm de gruix, al principi amb tricomes sèssils i estrellats i pèls glandulars, glabres, després glabres; les gemmes són subgloboses d'1-3 mm d'amplada, vermelloses; estípules curtes, pubescents, persistents; lenticel·les discretes. Les fulles fan de 3-7 x 1-3,5 cm, són gruixudes, coriàcies, obovades, oblongues, oblanceolades a el·líptiques; l'àpex és obtús, mucronat o no; la base és obtusa a subcordada; marge gruixut, pla o lleugerament revolut, sencer o dentat-crenat (1-4 parells de dents poc mucronades, a la meitat apical del limbe de la fulla). Les fulles per sobre són glauques i opaques, glabres excepte alguns pèls estrellats a la base del nervi central; per sota són més pàl·lides, apagades, més o menys florides o ceroses, glabres, entre 7 a 11 parells de nervis, gairebé planes per sobre, aixecades de per sota; epidermis papil·losa blanquinosa. El pecíol fa entre 2,5 a 4 mm de llargada, sense pèls, és vermellós amb una base fosca. Les flors floreixen entre els mesos de març a maig, els aments masculins fant entre 1,5 a 3,5 cm de llargada, amb nombroses flors i els aments femenins fan 1,5 cm de llargada, amb 2 flors pubescents. Les glans són ovoides de d'1 a 1,5 cm de llargada; soles o fins a 3 glans sobre un peduncle glabre de 0,5-2 cm de llarg. La tassa de la gla és petita, semiarrodonida, d'1,2 a 1,4 cm de diàmetre, amb escates adpreses grisoses, que tanquen 1/4 de la gla. Les glans maduren en un any, entre setembre a novembre.

## Taxonomia
Quercus sebifera va ser descrita per William Trelease i publicat a Memoirs of the National Academy of Sciences 20: 93, pl. 149. 1924.
El nom genèric Quercus és un mot llatí que designava igualment al roure i a l'alzina. Sebifera és un epítet llatí que significa "que porta sèu".
Sinonímia
- Quercus ceripes Trel.
- Quercus schenckiana Trel.
- Quercus sebifera f. comitanensis Trel.
- Quercus trinidadensis C.H.Mull.[8]